# Mealasta
Mealasta (schottisch-gälisch Eilean Mhealasta, auch Mealista oder Eilean Mhealastadh) ist eine schottische Insel der Äußeren Hebriden. Sie liegt in der gleichnamigen Council Area und war historisch Teil der traditionellen Grafschaft Ross-shire. Die heute unbewohnte Insel besaß einst eine ständige Bevölkerung, wovon auch die Ruinen von Shieling-Hütten nahe dem Nordufer zeugen.

## Geographie
Mealasta liegt im Nordatlantik vor der Insel Lewis, von der sie durch einen mindestens 850 Meter breiten Sund getrennt ist. Sie liegt vor der nördlichen Einfahrt in den Loch Resort, welcher die Grenze zwischen Lewis und Harris, den beiden Teilen der Doppelinsel Lewis and Harris, markiert. Auf Lewis gegenüber befindet sich die Wüstung Mealista. Rund vier Kilometer südlich liegen die Insel Scarp und Fladday.
Die maximal 1,6 Kilometer lange und 1,1 Kilometer breite Insel weist eine Fläche von 1,2 Quadratkilometern auf. Sie erhebt sich meist schroff aus dem Wasser und türmt sich zu einer maximalen Höhe von 77 Metern auf.